# Димитрис Салпингидис
Димитриос „Димитрис“ Салпингидис (грч. Δημήτρηος Σαλπιγγίδης; Солун, 18. август 1981) бивши је грчки фудбалер. Играо је на позицији крилног нападача.
Салпингидис је 2010. године дао први гол за Грчку на Светским првенствима против Нигерије. Укупно је постигао 13 голова за репрезентацију Грчке.